# Melecosa alpina
Genre
Espèce
Synonymes
- Sibirocosa alpina Marusik, Azarkina & Koponen, 2004

Melecosa alpina, unique représentant du genre Melecosa, est une espèce d'araignées aranéomorphes de la famille des Lycosidae.

## Distribution
Cette espèce se rencontre en Chine au Xinjiang, au Kirghizistan et au Kazakhstan,.

## Description
Les femelles mesurent de 5,45 à 5,75 mm.

## Publications originales
- Marusik, Azarkina & Koponen, 2004 : A survey of east Palearctic Lycosidae (Aranei). II. Genus Acantholycosa F. Dahl, 1908 and related new genera. Arthropoda Selecta, vol. 12, no 2, p. 101-148 (texte intéral).
- Marusik, Omelko & Koponen, 2015 : A survey of East Palaearctic Lycosidae (Araneae). 11. Two new genera from the Acantholycosa complex. Zootaxa, no 3985(2), p. 252-264.